# Керавнос (баскетбольный клуб)
«Керавнос Строволос» (греч. Γυμναστικός Σύλλογος Στροβόλου Κεραυνός) — кипрский профессиональный баскетбольный клуб из города Никосия, округ Строволос.

## Титулы
- Кубок ФИБА
  -  Финалист (1): 2007
- Чемпионат Кипра
  -  Чемпион (5): 1988-89, 1996-97, 1999—2000, 2001-02, 2007-08
  -  Вице-Чемпион (5): 1997-98, 2001-02, 2002-03, 2003-04, 2004-05
- Кубок Кипра:
  -  Чемпион: (9) 1988-89, 1996-97, 1997-98, 1998-99, 2004-05, 2005-06, 2006-07, 2009-10
- Суперкубок Кипра
  -  Чемпион (2): 1999, 2000.

## Сезоны
| Сезон   | Лига       | Уровень | Рег.Чемп. | Плей-Офф  | Еврокубки             |
| ------- | ---------- | ------- | --------- | --------- | --------------------- |
| 2012-13 | Дивизион А | 1       | 1         | Полуфинал | Гр.этап Еврочелленджа |

## Знаменитые игроки
- Гай Пнини
- Александар Радоевич
- Кедрик Хендерсон

## Интересные факты
Ранее такое же название (Керавнос Строволос) носил футбольный клуб.